# Gournay-sur-Aronde
Gournay-sur-Aronde és un municipi francès, situat al departament de l'Oise i a la regió dels Alts de França. L'any 2007 tenia 588 habitants.

## Demografia

### Població
El 2007 la població de fet de Gournay-sur-Aronde era de 588 persones. Hi havia 225 famílies de les quals 48 eren unipersonals (28 homes vivint sols i 20 dones vivint soles), 76 parelles sense fills, 93 parelles amb fills i 8 famílies monoparentals amb fills.
La població ha evolucionat segons el següent gràfic:
Habitants censats

### Habitatges
El 2007 hi havia 264 habitatges, 228 eren l'habitatge principal de la família, 20 eren segones residències i 15 estaven desocupats. 254 eren cases i 7 eren apartaments. Dels 228 habitatges principals, 204 estaven ocupats pels seus propietaris, 21 estaven llogats i ocupats pels llogaters i 3 estaven cedits a títol gratuït; 1 tenia una cambra, 6 en tenien dues, 36 en tenien tres, 66 en tenien quatre i 119 en tenien cinc o més. 157 habitatges disposaven pel capbaix d'una plaça de pàrquing. A 98 habitatges hi havia un automòbil i a 113 n'hi havia dos o més.

### Piràmide de població
La piràmide de població per edats i sexe el 2009 era:
| Homes | Edats   | Dones |
| ----- | ------- | ----- |
| 0     | 95 o +  | 0     |
| 8     | 90 a 94 | 4     |
| 0     | 85 a 89 | 8     |
| 0     | 80 a 84 | 0     |
| 4     | 75 a 79 | 12    |
| 8     | 70 a 74 | 20    |
| 20    | 65 a 69 | 12    |
| 16    | 60 a 64 | 16    |
| 12    | 55 a 59 | 8     |
| 16    | 50 a 54 | 16    |
| 16    | 45 a 49 | 4     |
| 32    | 40 a 44 | 32    |
| 24    | 35 a 39 | 36    |
| 28    | 30 a 34 | 16    |
| 12    | 25 a 29 | 20    |
| 8     | 20 a 24 | 0     |
| 16    | 15 a 19 | 24    |
| 8     | 10 a 14 | 36    |
| 40    | 5 a 9   | 24    |
| 12    | 0 a 4   | 20    |

## Economia
El 2007 la població en edat de treballar era de 367 persones, 285 eren actives i 82 eren inactives. De les 285 persones actives 263 estaven ocupades (141 homes i 122 dones) i 22 estaven aturades (13 homes i 9 dones). De les 82 persones inactives 23 estaven jubilades, 27 estaven estudiant i 32 estaven classificades com a «altres inactius».

### Ingressos
El 2009 a Gournay-sur-Aronde hi havia 240 unitats fiscals que integraven 586 persones, la mediana anual d'ingressos fiscals per persona era de 21.103 €.

### Activitats econòmiques
Dels 22 establiments que hi havia el 2007, 5 eren d'empreses extractives, 1 d'una empresa alimentària, 2 d'empreses de construcció, 4 d'empreses de comerç i reparació d'automòbils, 4 d'empreses de transport, 1 d'una empresa d'hostatgeria i restauració, 4 d'empreses de serveis i 1 d'una entitat de l'administració pública.
Dels 5 establiments de servei als particulars que hi havia el 2009, 1 era una oficina de correu, 1 taller de reparació d'automòbils i de material agrícola, 1 paleta, 1 lampisteria i 1 restaurant.
Dels 2 establiments comercials que hi havia el 2009, 1 era una botiga de menys de 120 m² i 1 una joieria.
L'any 2000 a Gournay-sur-Aronde hi havia 9 explotacions agrícoles.

## Equipaments sanitaris i escolars
El 2009 hi havia una escola elemental integrada dins d'un grup escolar amb les comunes properes formant una escola dispersa.

## Poblacions properes
El següent diagrama mostra les poblacions més properes.